# Islamologie
Islamologie is de bestudering van de religie, de wetten, de cultuur, de historie en de filosofie van de islam. Een islamoloog is derhalve een persoon die voornoemde zaken bestudeert. In academische kringen wordt het bestuderen van de islam ook wel aangeboden onder de namen islamstudies, islamkunde of islam en Arabisch vanwege de grote overlap met de Arabistiek. Islamologie bestrijkt de overlap tussen de godsdienstwetenschap en de oriëntalistiek.

## Bekende islamologen
- Jessika Soors
- Joas Wagemakers
- Montasser AlDe'emeh
- Roger Arnaldez
- Christiaan Snouck Hurgronje
- Hans Jansen
- Christoph Luxenberg
- Wilferd Madelung
- Denise Masson
- Maxime Rodinson
- Urbain Vermeulen
- Arent Jan Wensinck